# Fahrgastrechteverordnung-Anwendungsgesetz
Das Gesetz über die Anwendung der Verordnung (EG) Nr. 1371/2007 des Europäischen Parlaments und des Rates vom 23. Oktober 2007 über die Rechte und Pflichten der Fahrgäste im Eisenbahnverkehr (Fahrgastrechteverordnung-Anwendungsgesetz) ist ein Zeitgesetz, also zeitlich befristet (sog. sunset legislation im weiteren Sinne). Es erklärte die in der Verordnung (EG) Nr. 1371/2007 enthaltenen Fahrgastrechte bereits ab dem 29. Juli 2009 für anwendbar. Mit Inkrafttreten dieser Verordnung am 2. Dezember 2009 trat das Anwendungsgesetz dann wieder außer Kraft.

## Notwendigkeit des Anwendungsgesetzes
Rechtspolitisch war es schon lange gewünscht, dass die Bahnunternehmen entschädigungspflichtig werden, wenn es zu Verspätungen kommt, die vom Unternehmen zu vertreten sind. Um den Regelungen der EG-Verordnung schon früher Geltung zu verschaffen, hat der Gesetzgeber die Vorschriften zu nationalem Recht erklärt. Museumseisenbahnen bzw. „Verkehrsdienste des Schienenpersonennahverkehrs, die hauptsächlich aus Gründen historischen Interesses oder zu touristischen Zwecken betrieben werden“, sind davon ausgenommen.

## Regelungsgehalt der EG-Verordnung
Echten materiellen Gehalt hat das Anwendungsgesetz nur insoweit, als dass auf die Regelungen der EG-Verordnung verwiesen werden. Die EG-Verordnung trifft mehrere Regelungen zu Entschädigungen bei Verspätungen im Nah- und Fernverkehr. Daneben enthält die Verordnung Vorschriften zur Haftung bei Personenschäden sowie zu Informationspflichten der Bahnunternehmen.
Als pauschalierte Entschädigung wird bei einer
- Verspätung von 60 Minuten und mehr 25 % des Fahrpreises zurückerstattet; ist wegen einer solchen Verspätung eine Hotelübernachtung notwendig, hat das Bahnunternehmen diese zu tragen (wobei das Unternehmen die Übernachtungsmöglichkeit anbietet).
- Verspätung von 120 Minuten und mehr 50 % des Fahrpreises

Die Entschädigung wird ausgeschlossen, wenn
- die Verspätung durch den Reisenden selbst verursacht wurde,
- die Verspätung durch einen Dritten verursacht wurde
- die Verspätung auf einen äußeren, nicht zum Bahnbetrieb gehörenden Umstand beruht
- sich die Entschädigung auf weniger als 4,00 Euro beläuft

Soweit der Reisende Inhaber einer Zeitfahrkarte ist, muss ihn das Bahnunternehmen angemessen entschädigen. Ein Rückgriff auf die Pauschalen scheidet aus.
Statt der Entschädigung kann der Reisende ab einer Verspätung von 60 Minuten und mehr auch vom Beförderungsvertrag zurücktreten, sodass der Fahrpreis zurückerstattet werden muss. Stattdessen kann der Reisende auch verlangen, dass er einen späteren Zug nehmen kann.
Mobilitätseingeschränkten Menschen muss es möglich sein, die Einrichtungen des Bahnunternehmens zum Eisenbahnverkehr problemlos zu erreichen. Zukünftig sind die Bahnunternehmen auch schon während der Fahrt verpflichtet, über Verspätungen zu informieren; sie sind ferner verpflichtet, über die Erreichbarkeit der Beschwerdestellen zu informieren. Selbstverständlich müssen beim Fahrkartenverkauf auch die kürzesten, schnellsten oder preiswertesten Verbindungen genannt werden.
Die Bahnunternehmen müssen zur Qualitätssicherung Beschwerde- und Schlichtungsstellen vorsehen.

## Umsetzungskosten
Die Umsetzungskosten sind vom Gesetzgeber nur für die Verwaltung beziffert worden. So werden beim Eisenbahn-Bundesamt etwa Kosten von zwei Millionen Euro entstehen, bei den Behörden der Länder ca. 0,5 Millionen Euro.